# Ємельянів Микола
Микола Ємельянів (? — †?) — підполковник Армії УНР.

## Біографія
У 1919 р. — начальник постачання Київської групи Дієвої армії УНР.
Учасник Першого Зимового походу — начальник постачання Збірної Київської дивізії.
У 1920 р. — начальник постачання 4-ї Київської дивізії.
Подальша доля невідома.